# Edward Joseph Hanna
Edward Joseph Hanna (Rochester, 21 luglio 1860 – Roma, 10 luglio 1944) è stato un arcivescovo cattolico statunitense.

## Biografia
Monsignor Edward Joseph Hanna nacque a Rochester, New York, il 21 luglio 1860 da Edward Hanna e Anne (nata Clark), due immigrati irlandesi. Maggiore di sei figli, aveva due fratelli e tre sorelle, una delle quali morì in tenera età.

### Formazione e ministero sacerdotale
Nel 1867, all'età di sette anni, iniziò la sua educazione alla scuola pubblica nº 2 nella sua città natale. L'anno seguente fu inviato alla St. Patrick's School. Nel 1875 venne ammesso alla Rochester Free Academy dove nel 1879 si diplomò come valedictorian. Lì fece amicizia con il suo compagno di classe Walter Rauschenbusch, futuro teologo battista e sostenitore del Vangelo sociale. Lui e Rauschenbusch erano due dei diciannove fratelli fondatori della Fraternità Pi Phi presso l'accademia nel 1878. Alla cerimonia di inizio, consegnò un'orazione ben accolta al leader politico irlandese Daniel O'Connell.
Sentendosi chiamato al presbiterato, il vescovo di Rochester Bernard John McQuaid lo inviò a Roma per studiare al Pontificio collegio americano del Nord e al Pontificio ateneo de Propaganda Fide. Il suo professore Benedetto Lorenzelli, futuro cardinale, scelse lui e il suo compagno Edward A. Pace come rappresentanti americani in una disputa filosofica svoltasi alla presenza di papa Leone XIII nel 1882.
Il 30 maggio 1885 fu ordinato presbitero per la diocesi di Rochester nella basilica di San Giovanni in Laterano dal vicegerente della diocesi di Roma Giulio Lenti. Papa Leone XIII fu così impressionato dal suo acume intellettuale che nel 1886 gli conferì il dottorato in sacra teologia senza la necessità di un colloquio orale. Rientrato in diocesi fu professore al seminario "San Bernardo" dal 1893 alla nomina episcopale.

### Ministero episcopale
Il 22 ottobre 1912 papa Pio X lo nominò vescovo ausiliare di San Francisco e titolare di Tiziopoli. Ricevette l'ordinazione episcopale il 1º giugno successivo dall'arcivescovo Giovanni Vincenzo Bonzano, delegato apostolico negli Stati Uniti d'America, co-consacranti l'arcivescovo metropolita di Chicago James Edward Quigley e il vescovo di Richmond Denis Joseph O'Connell.
Il 1º giugno 1915 papa Benedetto XV lo nominò arcivescovo metropolita di San Francisco.
Monsignor Hanna ebbe una stretta amicizia con il sindaco di San Francisco James Rolph, Jr. L'arcivescovo e "Sunny Jim" furono visti in molte cerimonie civiche. L'arcivescovo lo avrebbe inoltre sostenuto nella sua corsa alla carica di governatore nel 1930. Il governatore Rolph morì in carica il 2 giugno 1934; nove mesi dopo, Hanna chiese di ritirarsi.
Come arcivescovo, monsignor Hanna fu spesso chiamato ad aiutare a risolvere le dispute sul lavoro. Nel 1921 venne nominato presidente delle commissioni arbitrali salariali di San Francisco e prestò servizio nel suo consiglio di amministrazione fino al 1924. Il governatore James Rolph lo nominò presidente di un consiglio di mediazione statale per risolvere lo sciopero del cotone del 1933 a Corcoran. Durante lo sciopero sul lungomare della costa occidentale del 1934, il presidente Franklin Delano Roosevelt lo nominò presidente del Consiglio nazionale degli scaricatori di porto. Il consiglio era stato incaricato di risolvere lo sciopero mediando tra l'Associazione internazionale degli scaricatori di porto, l'Unione internazionale dei marittimi e i loro datori di lavoro.
Nel 1923 un suo ritratto di tre quarti fu dipinto dal pittore ritrattista americano di origini svizzere Adolfo Müller-Ury (1862-1947). L'opera fu esposta poco dopo a San Francisco. La sua ubicazione attuale è sconosciuta.
Monsignor Hanna fu una figura chiave nella fondazione del seminario "San Giuseppe" di Mountain View che considerò "il gioiello delle sue realizzazioni".
Nel 1919 fu eletto dai vescovi degli Stati Uniti come primo presidente del National Catholic Welfare Council, un organismo che precedette la Conferenza dei vescovi cattolici degli Stati Uniti, che nel 1922 fu ribattezzata National Catholic Welfare Conference. Mantenne la presidenza fino al suo ritiro nel 1935. Come presidente, fu responsabile del coordinamento degli sforzi dei vescovi americani e della risposta alla politica interna ed estera del governo.
Il 2 marzo 1935 papa Pio XI accettò la sua rinuncia al governo pastorale dell'arcidiocesi per motivi di salute e di età avanzata e lo nominò arcivescovo titolare di Gortina.
Qualche mese dopo le dimissioni si trasferì a Roma, dove morì il 10 luglio 1944 all'età di 83 anni. Inizialmente sepolta a Roma, la sua salma ritornò a San Francisco nel 1947. Riposa nella cappella degli arcivescovi del Holy Cross Catholic Cemetery di Colma.
Gli è intitolata la Archbishop Hanna High School che dal 1945 è parte dall'Hanna Boys Center di Sonoma, un centro residenziale di trattamento per ragazzi a rischio.

## Genealogia episcopale e successione apostolica
La genealogia episcopale è:
- Cardinale Scipione Rebiba
- Cardinale Giulio Antonio Santori
- Cardinale Girolamo Bernerio, O.P.
- Arcivescovo Galeazzo Sanvitale
- Cardinale Ludovico Ludovisi
- Cardinale Luigi Caetani
- Cardinale Ulderico Carpegna
- Cardinale Paluzzo Paluzzi Altieri degli Albertoni
- Papa Benedetto XIII
- Papa Benedetto XIV
- Papa Clemente XIII
- Cardinale Bernardino Giraud
- Cardinale Alessandro Mattei
- Cardinale Pietro Francesco Galleffi
- Cardinale Giacomo Filippo Fransoni
- Cardinale Carlo Sacconi
- Cardinale Edward Henry Howard
- Cardinale Mariano Rampolla del Tindaro
- Cardinale Rafael Merry del Val
- Cardinale Giovanni Vincenzo Bonzano
- Arcivescovo Edward Joseph Hanna

La successione apostolica è:
- Vescovo Joseph Sarsfield Glass, C.M. (1915)
- Arcivescovo John Joseph Cantwell (1917)
- Vescovo Patrick Joseph James Keane (1920)
- Vescovo Philip George Scher (1933)